# تترانیترومتان
تترانیترومتان (به انگلیسی: Tetranitromethane) با فرمول شیمیایی CN۴O۸ یک ترکیب شیمیایی است. که جرم مولی آن ۱۹۶٫۰۴ g/mol می‌باشد. 